# Agonum darlingtoni
Agonum darlingtoni är en skalbaggsart som beskrevs av Carl Hildebrand Lindroth. Agonum darlingtoni ingår i släktet Agonum och familjen jordlöpare. Inga underarter finns listade i Catalogue of Life.